# Nordamerikanische und karibische Handballmeisterschaft der Männer 2018
Die 2. Nordamerikanische und karibische Handballmeisterschaft der Männer wurde vom 3. bis 8. April 2018 in Mexiko ausgetragen. Der Veranstalter dieser Austragung der nordamerikanischen und karibischen Handballmeisterschaft der Männer war die Handballkonföderation Nordamerikas und der Karibik (NACHC).

## Austragungsort
Mexiko wurde zum Austragungsort bestimmt. Mexiko war damit zum zweiten Mal Gastgeber des Turniers. Die Spiele wurden im Centro deportivo Olimpico in Mexiko-Stadt ausgetragen.

## Teilnehmer
An dem Turnier nahmen die Mannschaften aus der Dominikanischen Republik, Kanada, Kuba, Mexiko, Puerto Rico und den Vereinigten Staaten teil.
| Pl.                                       | Auswahl                 | Sp. | S | U | N | Tore      | Diff. | Punkte |
| ----------------------------------------- | ----------------------- | --- | - | - | - | --------- | ----- | ------ |
| 1.                                        | Kuba                    | 5   | 4 | 1 | 0 | 0172:1250 | +47   | 09:10  |
| 2.                                        | Kanada                  | 5   | 3 | 1 | 1 | 0136:1320 | +4    | 07:30  |
| 3.                                        | Puerto Rico             | 5   | 2 | 1 | 2 | 0143:1520 | −9    | 05:50  |
| 4.                                        | Mexiko                  | 5   | 1 | 3 | 1 | 0145:1420 | +3    | 05:50  |
| 5.                                        | Vereinigte Staaten      | 5   | 1 | 1 | 3 | 0151:1640 | −13   | 03:70  |
| 6.                                        | Dominikanische Republik | 5   | 0 | 1 | 4 | 0124:1560 | −32   | 01:90  |
| Quelle: todor66.com, Stand: 8. April 2018 |                         |     |   |   |   |           |       |        |

Legende: